# (6978) Hironaka
(6978) Hironaka ist ein Asteroid des Hauptgürtels, der am 12. September 1993 von den japanischen Amateurastronomen Kin Endate und Kazurō Watanabe am Kitami-Observatorium (IAU-Code 400) auf Hokkaidō entdeckt wurde.
Der Asteroid gehört zur Innes-Familie, einer nach (1658) Innes benannten Asteroidenfamilie.
Der Himmelskörper wurde am 8. August 1998 nach dem japanischen Mathematiker Heisuke Hironaka (* 1931) benannt, der 1970 für seine Arbeit auf dem Gebiet der Algebraischen Geometrie mit der Fields-Medaille ausgezeichnet wurde.